# Андриенко, Григорий Анисимович
Григорий Анисимович Андриенко (27 марта 1916, Лиховка, Екатеринославская губерния — 29 ноября 2002, Днепродзержинск, Днепропетровская область) — советский хозяйственный, государственный и политический деятель, Герой Социалистического Труда (1969).

## Биография
Родился в 1916 году в селе Лиховка. Член КПСС.
С 1940 года — на хозяйственной, общественной и политической работе. В 1940—1986 гг. — старший врач полка в городе Кировограде, ординатор хирургического отделения 228-го медико-санитарного батальона 151-й стрелковой дивизии, участник Великой Отечественной войны, ординатор хирургического отделения полевого подвижного госпиталя № 485 65-й армии, командир операционно-перевязочного взвода 74-го отдельного медико-санитарного батальона 193-й стрелковой дивизии, заведующий хирургическим отделением 2-й городской больницы, главный врач больницы № 2 города Днепродзержинска Днепропетровской области Украинской ССР.
Указом Президиума Верховного Совета СССР от 4 февраля 1969 года присвоено звание Героя Социалистического Труда с вручением ордена Ленина и золотой медали «Серп и Молот».
Умер 29 ноября 2002 года в Днепродзержинске.